# آلتای باییندیر
آلتای باییندیر (آبخازی: Алҭаи Биуленҭ-иҧа Агрба؛ زادهٔ ۱۴ آوریل ۱۹۹۸) بازیکن فوتبال اهل ترکیه است که برای باشگاه منچستریونایتد بازی می‌کند.
وی به اولین بازیکن ترکیه‌ای منچستریونایتد تبدیل شد.
از باشگاه‌هایی که در آن بازی کرده‌است می‌توان به آنکاراگوچو و فنرباغچه اشاره کرد.